# Embasaurus minax
Embasaurus minax es la única especie conocida del género dudoso Embasaurus (“lagarto del Río Emba”) de dinosaurio terópodo que viviera a principios del período Cretácico, hace aproximadamente 140 millones de años en el Valanginiense, en lo que es hoy Asia. Solo se ha encontrado dos vértebras parciales, que fuera descrita por Riabinin en 1931, como un posible Carnosauria y lo llamó Embasaurus minax. Se calcula que llegó a medir 8 metros de largo. Este fósil pertenece al Monte Koi-Kara, Arenas Neocomianas, Aktyubinskaya, Gurievsk, Kazajistán. Como se conoce solo a partir de dos vértebras fragmentarias, algunos consideran que Embasaurus es dudoso. Según Theropod database, un sitio web personal diseñado por Mickey Mortimer, investigaciones posteriores pueden sugerir que Embasaurus puede ser un tiranosauroide basal. George Olshevsky, sin embargo, consideraba a Embasaurus como un megalosáurido, estrechamente relacionado con Magnosaurus, Megalosaurus y Torvosaurus.